# Akli
Akli, más néven Öregakli (ukránul: Оклі / Okli) falu Ukrajnában, Kárpátalján, a Beregszászi járásban.

## Fekvése
Nagyszőlőstől 25 km-re délre a román határ mellett fekszik. Határos Nevetlennel és Akliheggyel.

## Nevének eredete
Neve a magyar akol főnév képzős származéka.

## Története
1323-ban Akly néven említik először. Területe ősidők óta lakott. A határában levő Halom-domb a hagyomány szerint avar temetkezési hely. Közelében volt 'Kávás-vár, melynek területe Romániához került.
A település egykori birtokosai voltak az Akly család, a Perényiek, a Gyulayak, majd a Teleky grófok
Református temploma 15. századi eredetű, 1540-től a reformátusoké. A 17. században Gyulai Ferencnek két udvarháza is volt a faluban. 1803-ban leégett, 1804-ben helyreállították, 1934-ben fazsindelyfedését palára cserélték. Fa haranglábát 1977-ben építették újjá. 1910-ben 459 magyar lakosa volt, ma 388 lakosából 386 magyar nemzetiségű. A trianoni békeszerződésig Ugocsa vármegye Tiszántúli járásához tartozott.
A falut Mikszáth Kálmán: Akli Miklós című regénye tette híressé.

## Nevezetességei
A falu egykori templomát a 14. században már említették. A későbbi templom a 15. században épült, gótikus stílusban, melyet a reformátusok 1540-től használnak. A templom 1803-ban leégett, de hamarosan helyreállították, majd 1934-ben az addigi fazsindely fedést is palára cserélték.
A templom ma egyhajós, torony nélküli. Támpilléres apszisa a nyolcszög három oldalával zárul. A hajó déli oldalán, az apszison levő ablakai csúcsíves záródásúak, halhólyag mintázatú kőráccsal. A nyugati oldalon levő bejárata szamárhátíves, hornyolt kőkeretű. Hajója sík mennyezetű, melyet csúcsíves diadalív választ el a 
csillagboltozattal 
fedett apszistól. Az apszisból ajtó nyílik az egykori sekrestyébe, mely gótikus keretű, s az ajtó mellett szentségtartó fülke található.
A templomban középkori freskókat tártak fel, ezeket azonban leverték, mert a helyi református közösség helytelenítette az emberábrázolásokat.
Haranglábja a templom mellett áll. 1977-ben építették újjá, majd 1987-ben teljesen felújították.

## Nevezetes emberek
Itt született 1950-ben Masenkó-Mavi Viktor jogtudós (1950 - 2019)